# 𬲱汤
𬲱汤是流行于江苏徐州及山东枣庄一带特有的早餐名点，传说起源于彭祖的“雉羹”，以鸡汤为基础，伴以麦片、面筋、胡椒粉、海带等原料。

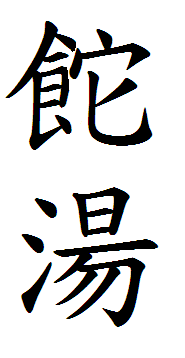
繁體字書寫

傳說乾隆帝南巡经过徐州时品尝过此汤后，啧啧称赞，问卖汤者：“这是啥汤？”卖汤者机智地回答：“皇上说得对，这就是‘𬲱’湯。”事后乾隆封其为“天下第一羹”。
「𬲱」亦是一種陝西的麵食，麵寬而厚，味辣，徐州人多读shá。